# نيوفتشاتيل هارديلوت
نيوفتشاتيل هارديلوت (بالفرنسية: Neufchâtel-Hardelot)‏ هي بلدية تقع في إقليم باد كاليه من منطقة نور با دو كاليه في شمال فرنسا. تبلغ مساحة هذه المدينة 20.85 (كم²)، وترتفع عن سطح البحر 56 م، يبلغ عدد سكانها 3867 نسمة حسب إحصاء المعهد الوطني للإحصاء والدراسات الاقتصادية سنة 2009 م. وترأس Jean-Pierre Pont البلدية خلال فترة (2001-2008).